# Schuttstrom

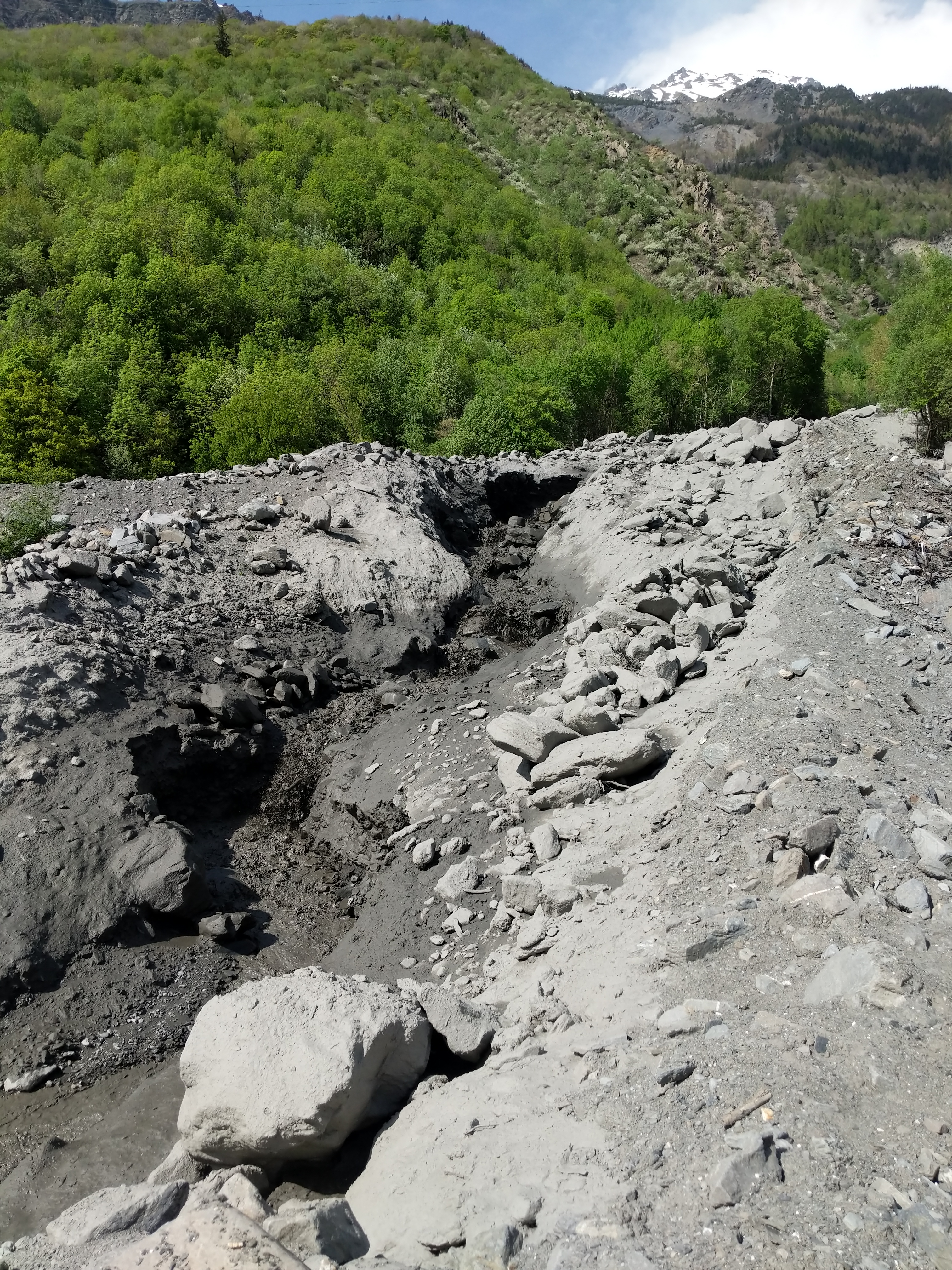
Ablagerungen eines Schuttstroms eines Zubringers des Arc in Savoyen, Frankreich

Ein Schuttstrom, Trümmerstrom oder Blockstrom, im geologischen Fachgebrauch auch mit dem englischen Wort debris flow bezeichnet, ist eine Massenbewegung, bei der Gerölle, Steine und Felsblöcke, in manchen Fällen auch Pflanzen, Bäume oder anderer Schutt, in einer schlammigen Grundmasse als zusammenhängender Strom hangabwärts transportiert werden. Schuttströme können eine Geschwindigkeit von bis zu 20 Meter in der Sekunde erreichen. Beispiele für Schuttströme an Land sind Muren im Gebirge oder schuttreiche Lahare nach Vulkanausbrüchen.

## Physikalische Grundlagen
Die Dichte des in einem Schuttstrom enthaltenen Materials beträgt 2–2,5 Gramm pro Kubikzentimeter. Der Wassergehalt des Schuttstroms, der das thixotrope Verhalten des Stroms verursacht, beträgt mindestens 5 %, kann jedoch bedeutend größer sein. Die Reibung an der Basis des Stroms wird durch den Wassergehalt und das turbulente Fließen stark herabgesetzt. Die Gerölle werden durch Viskosität der Matrix und ihre hohe Dichte in Schwebe gehalten. Ein Schuttstrom kann große Blöcke transportieren und auf nahezu ebenen Flächen fließen.